# Reignac (Gironde)
Pour les articles homonymes, voir Reignac.
Reignac est une commune du Sud-Ouest de la France, dans le département de la Gironde (région Nouvelle-Aquitaine).

## Géographie

### Localisation
La commune, située dans le Blayais (Haute-Gironde), est proche de la Charente-Maritime, dont la limite se trouve à 5 km au nord.

### Communes limitrophes
Les communes limitrophes sont  Campugnan, Cartelègue, Donnezac, Saint-Aubin-de-Blaye, Saint-Savin, Saugon, Val-de-Livenne et Étauliers.
| Saint-Aubin-de-Blaye  | Val-de-Livenne |             |
| Étauliers             | Reignac        | Donnezac    |
| Cartelègue, Campugnan | Saugon         | Saint-Savin |

### Relief et hydrographie
La commune est arrosée par plusieurs ruisseaux coulant d'est en ouest : 
- la Livenne (sa limite nord), affluent de la Gironde après avoir traversé le réseau des canaux du marais de Braud-et-Saint-Louis) ;
- le ruisseau du Pas de l'Egron (ou du Pas de Légron), affluent de la Livenne ;
- la Coulée, qui passe au nord du bourg, affluent de la Livenne ;
- le ruisseau qui passe entre Reaud et Fraineau, affluent de la rivière des Martinettes ;
- la rivière des Martinettes (sa limite sud), affluent de la Livenne.

### Climat
Pour des articles plus généraux, voir Climat de la Nouvelle-Aquitaine et Climat de la Gironde.
Historiquement, la commune est exposée à un climat océanique aquitain.  
En 2020, Météo-France publie une typologie des climats de la France métropolitaine dans laquelle la commune est exposée à un climat océanique et est dans la région climatique  Aquitaine, Gascogne, caractérisée par une pluviométrie abondante au printemps, modérée en automne, un faible ensoleillement au printemps, un été chaud (19,5 °C), des vents faibles, des brouillards fréquents en automne et en hiver et des orages fréquents en été (15 à 20 jours).
Pour la période 1971-2000, la température annuelle moyenne est de 12,9 °C, avec une amplitude thermique annuelle de 14,7 °C. Le cumul annuel moyen de précipitations est de 937 mm, avec 12,1 jours de précipitations en janvier et 6,8 jours en juillet. Pour la période 1991-2020, la température moyenne annuelle observée sur la station météorologique la plus proche, située sur la commune de Saint-Savin à 12 km à vol d'oiseau, est de 13,9 °C et le cumul annuel moyen de précipitations est de 835,2 mm,. Pour l'avenir, les paramètres climatiques de la commune estimés pour 2050 selon différents scénarios d’émission de gaz à effet de serre sont consultables sur un site dédié publié par Météo-France en novembre 2022.

## Urbanisme

### Typologie
Au 1er janvier 2024, Reignac est catégorisée commune rurale à habitat dispersé, selon la nouvelle grille communale de densité à sept niveaux définie par l'Insee en 2022.
Elle est située hors unité urbaine et hors attraction des villes,.

### Occupation des sols

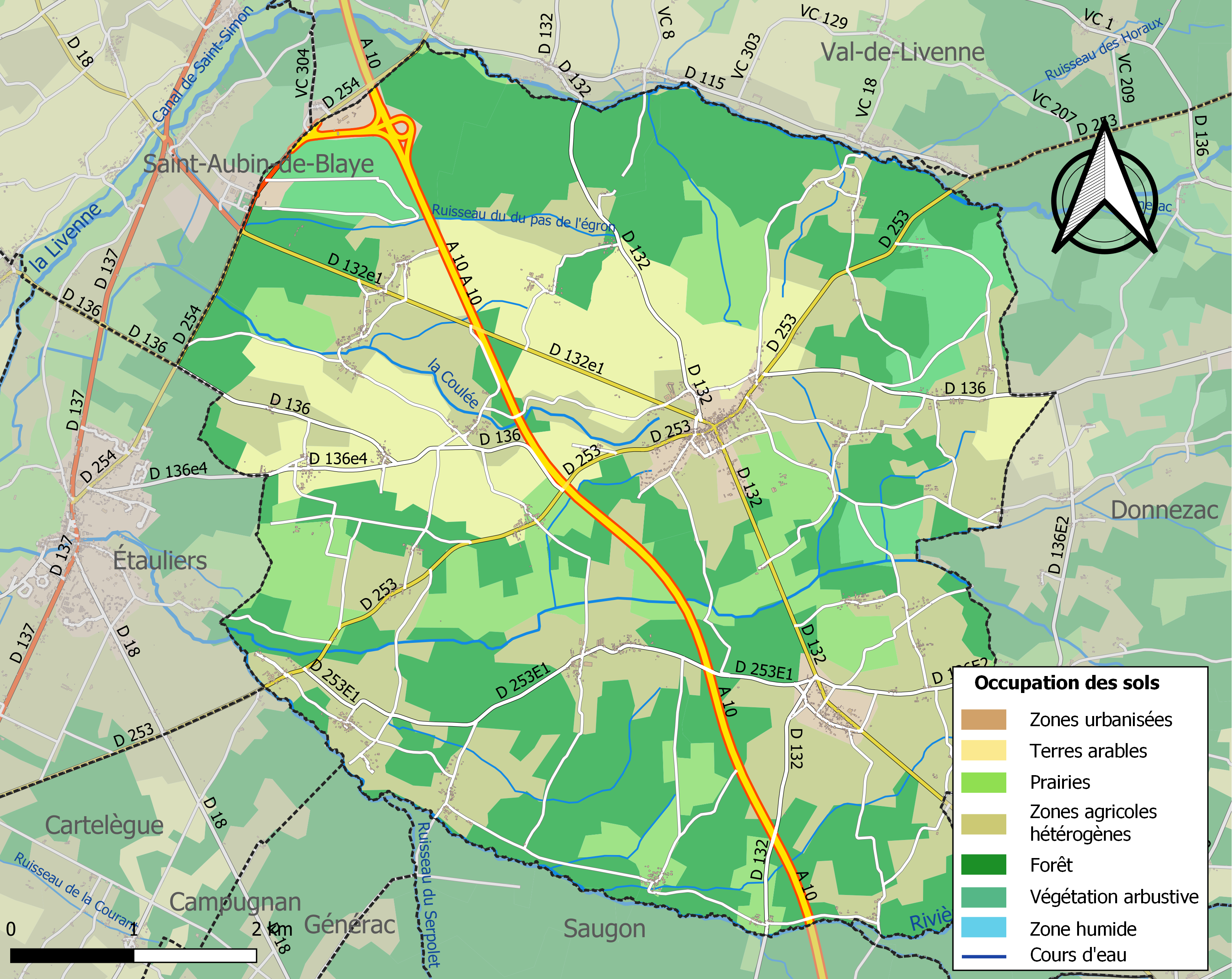
Carte des infrastructures et de l'occupation des sols de la commune en 2018 (CLC).

L'occupation des sols de la commune, telle qu'elle ressort de la base de données européenne d’occupation biophysique des sols Corine Land Cover (CLC), est marquée par l'importance des territoires agricoles (54 % en 2018), néanmoins en diminution par rapport à 1990 (56,3 %). La répartition détaillée en 2018 est la suivante : 
forêts (38,7 %), zones agricoles hétérogènes (28,9 %), cultures permanentes (13,5 %), prairies (11,6 %), milieux à végétation arbustive et/ou herbacée (4,6 %), zones urbanisées (1,9 %), zones industrielles ou commerciales et réseaux de communication (0,8 %). L'évolution de l’occupation des sols de la commune et de ses infrastructures peut être observée sur les différentes représentations cartographiques du territoire : la carte de Cassini (XVIIIe siècle), la carte d'état-major (1820-1866) et les cartes ou photos aériennes de l'IGN pour la période actuelle (1950 à aujourd'hui).

### Voies de communication et transports
La commune est traversée par l'autoroute A10 (de Bordeaux à Paris, via Saintes, Niort, Poitiers, Tours, Orléans) ; la sortie 38 (vers Blaye) se trouve sur son territoire.
La route nationale 10 (de Bordeaux à Paris, via Angoulême, Poitiers, Tours, Châteaudun, Chartres) passe à une quinzaine de km à l'est de la commune (Cavignac, Montlieu-la-Garde).
La route D 137 (anciennement N 137, de Bordeaux à Saint-Malo, via Saintes, Rochefort, La Rochelle, Chantonnay, Nantes, Rennes), passe à Étauliers et Saint-Aubin-de-Blaye.
Reignac est relié à Blaye et à Montendre par la route D 253, à Saint-Ciers-sur-Gironde par la D 18, à Bourg-sur-Gironde (via Saugon et Saint-Christoly-de-Blaye) par la D 132.

### Risques majeurs
Le territoire de la commune de Reignac est vulnérable à différents aléas naturels : météorologiques (tempête, orage, neige, grand froid, canicule ou sécheresse), inondations, feux de forêts, mouvements de terrains et séisme (sismicité faible). Il est également exposé à un risque technologique, le risque nucléaire. Un site publié par le BRGM permet d'évaluer simplement et rapidement les risques d'un bien localisé soit par son adresse soit par le numéro de sa parcelle.

#### Risques naturels
La commune a été reconnue en état de catastrophe naturelle au titre des dommages causés par les inondations et coulées de boue survenues en 1982, 1988, 1999 et 2009,.
Reignac est exposée au risque de feu de forêt. Depuis le 20 avril 2016, les départements de la Gironde, des Landes et de Lot-et-Garonne disposent d’un règlement interdépartemental de protection de la forêt contre les incendies. Ce règlement vise à mieux prévenir les incendies de forêt, à faciliter les interventions des services et à limiter les conséquences, que ce soit par le débroussaillement, la limitation de l’apport du feu ou la réglementation des activités en forêt. Il définit en particulier cinq niveaux de vigilance croissants auxquels sont associés différentes mesures,.
Les mouvements de terrains susceptibles de se produire sur la commune sont des tassements différentiels.

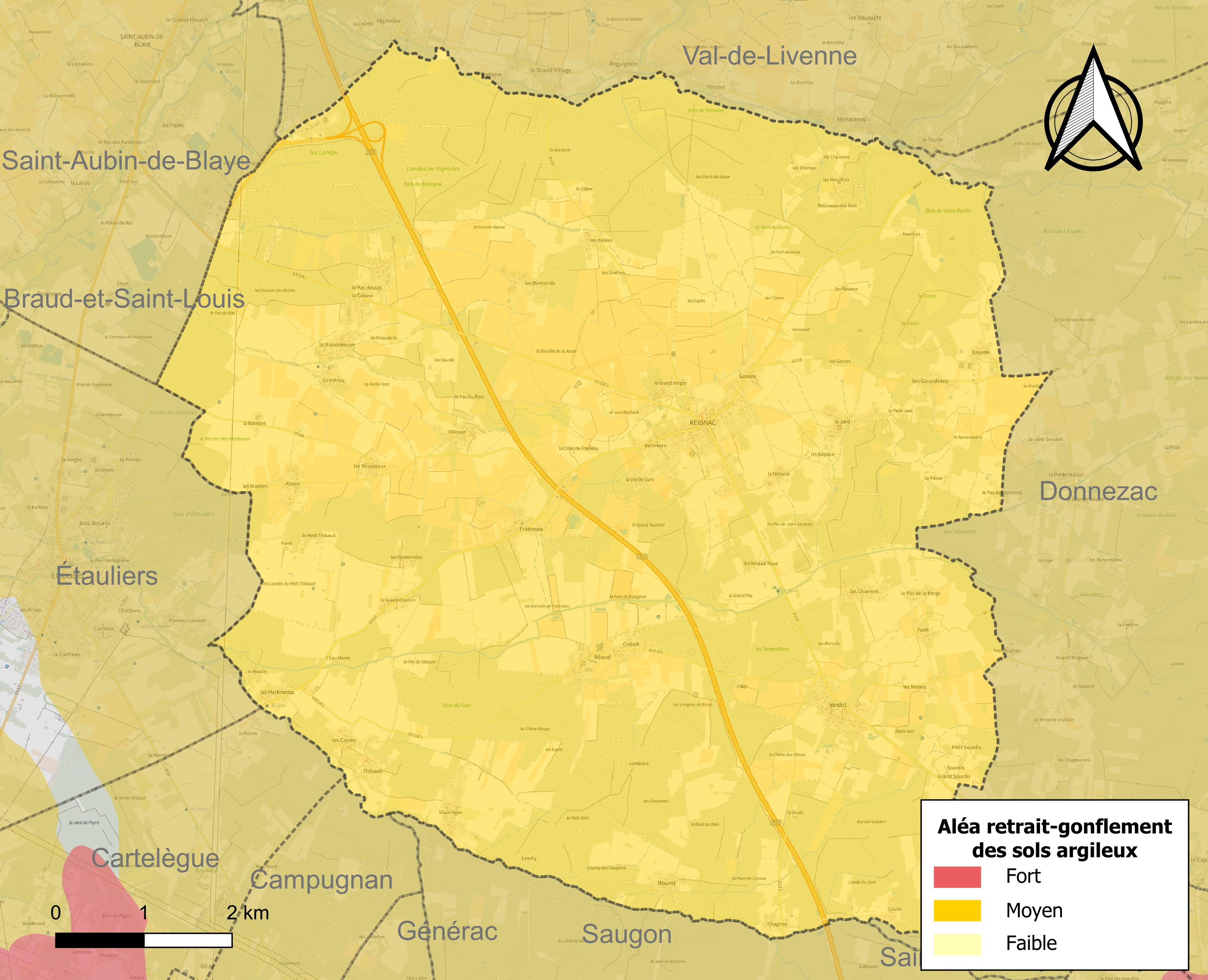
Carte des zones d'aléa retrait-gonflement des sols argileux de Reignac.

Le retrait-gonflement des sols argileux est susceptible d'engendrer des dommages importants aux bâtiments en cas d’alternance de périodes de sécheresse et de pluie. La totalité de la commune est en aléa moyen ou fort (67,4 % au niveau départemental et 48,5 % au niveau national). Sur les 811 bâtiments dénombrés sur la commune en 2019, 811 sont en aléa moyen ou fort, soit 100 %, à comparer aux 84 % au niveau départemental et 54 % au niveau national. Une cartographie de l'exposition du territoire national au retrait gonflement des sols argileux est disponible sur le site du BRGM,.
Par ailleurs, afin de mieux appréhender le risque d’affaissement de terrain, l'inventaire national des cavités souterraines permet de localiser celles situées sur la commune.
Concernant les mouvements de terrains, la commune a été reconnue en état de catastrophe naturelle au titre des dommages causés par la sécheresse en 1989, 1992, 2003, 2005 et 2010 et par des mouvements de terrain en 1999.

#### Risques technologiques
La commune étant située totalement dans le périmètre du plan particulier d'intervention (PPI) de 20 km autour de la centrale nucléaire du Blayais, elle est exposée au risque nucléaire. En cas d'accident nucléaire, une alerte est donnée par différents médias (sirène, sms, radio, véhicules). Dès l'alerte, les personnes habitant dans le périmètre de 2 km se mettent à l'abri. Les personnes habitant dans le périmètre de 20 km peuvent être amenées, sur ordre du préfet, à évacuer et ingérer des comprimés d’iode stable,,.

## Histoire
La laiterie du Beau Jard, construite en 1935, s'organise encoopérative en 1951. Elle cesse son activité en 1980, année où elle est regroupée avec la laiterie de Baignes (Charente) dont elle dépendait.

## Politique et administration
Reignac faisait partie du canton de Saint-Ciers-sur-Gironde (11 communes) jusqu'à la création du canton de l'Estuaire (39 communes) en 2014.
La communauté de communes de l'Estuaire compte 14 communes : toutes celles de l'ancien canton de Saint-Ciers et 4 qui n'en faisaient pas partie.

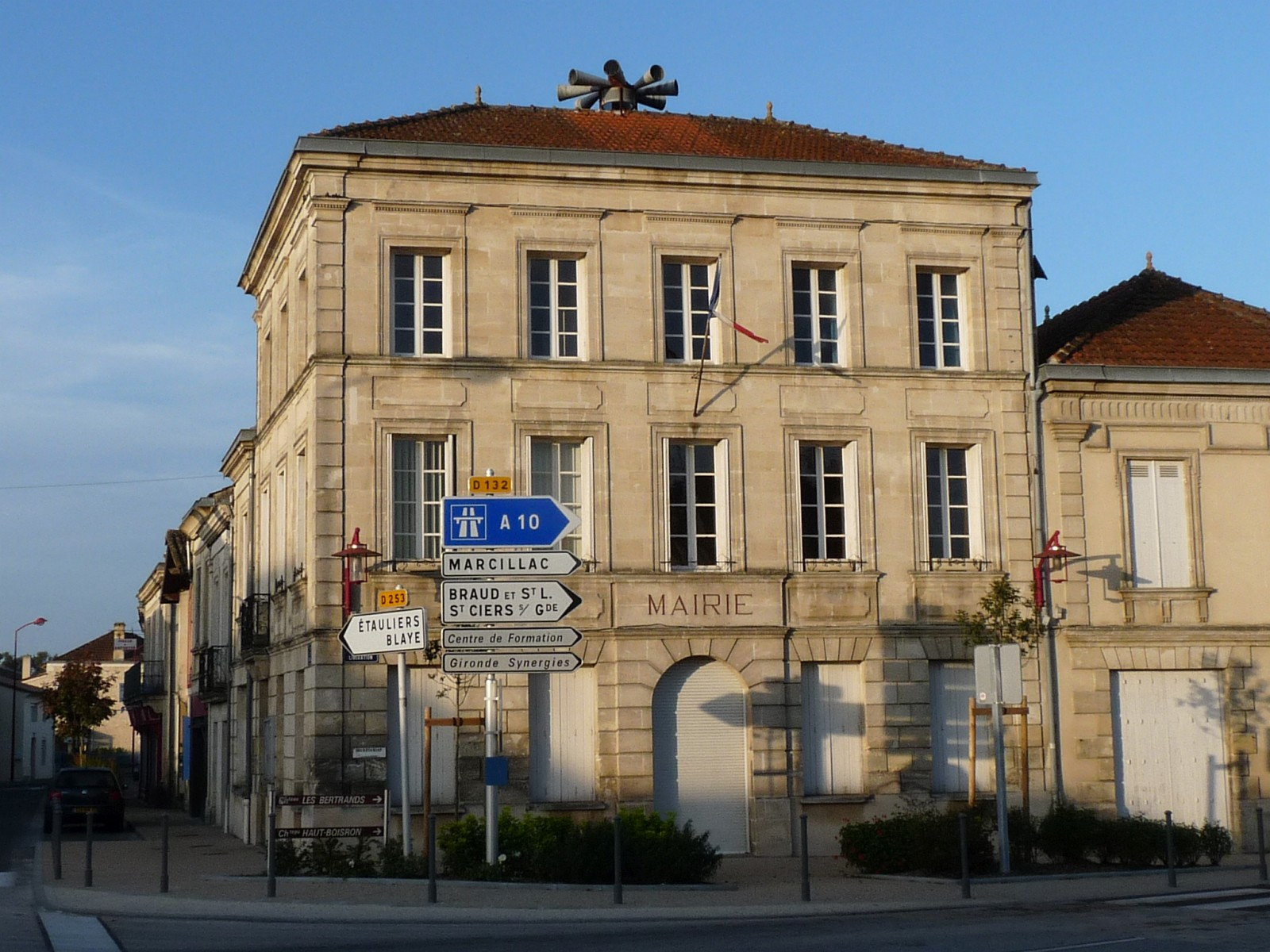
La mairie.

| Période                                  | Période  | Identité                      | Étiquette | Qualité                                   |
| ---------------------------------------- | -------- | ----------------------------- | --------- | ----------------------------------------- |
| 1935                                     | 1965     | Joseph Lacampagne (1881-1965) | SFIO      | Instituteur puis professeur               |
| 1965                                     | 1977     | Edmond Renou                  | SE        | Agriculteur                               |
| 1977                                     | 1983     | Guy Mazaubert (1925-2005)     | SE        | Principal de collège                      |
| 1983                                     | 1989     | Paul Aurian                   | RPR       |                                           |
| 1989                                     | 2003     | Guy Mazaubert                 | SE        | Retraité ; démissionne en cours de mandat |
| 2003                                     | 2014     | Allain Gandré                 | SE        |                                           |
| 2014                                     | En cours | Pierre Renou                  | SE        | Artisan                                   |
| Les données manquantes sont à compléter. |          |                               |           |                                           |

## Démographie
L'évolution du nombre d'habitants est connue à travers les recensements de la population effectués dans la commune depuis 1793. Pour les communes de moins de 10 000 habitants, une enquête de recensement portant sur toute la population est réalisée tous les cinq ans, les populations de référence des années intermédiaires étant quant à elles estimées par interpolation ou extrapolation. Pour la commune, le premier recensement exhaustif entrant dans le cadre du nouveau dispositif a été réalisé en 2005.

En 2022, la commune comptait 1 626 habitants, en évolution de +4,57 % par rapport à 2016 (Gironde : +6,91 %, France hors Mayotte : +2,11 %).
| 1793  | 1800  | 1806  | 1821  | 1831  | 1836  | 1841  | 1846  | 1851  |
| ----- | ----- | ----- | ----- | ----- | ----- | ----- | ----- | ----- |
| 1 400 | 1 493 | 1 580 | 1 416 | 1 686 | 1 899 | 2 021 | 2 065 | 2 216 |

| 1856  | 1861  | 1866  | 1872  | 1876  | 1881  | 1886  | 1891  | 1896  |
| ----- | ----- | ----- | ----- | ----- | ----- | ----- | ----- | ----- |
| 2 270 | 2 337 | 2 288 | 2 269 | 2 256 | 2 192 | 2 101 | 2 114 | 2 056 |

| 1901  | 1906  | 1911  | 1921  | 1926  | 1931  | 1936  | 1946  | 1954  |
| ----- | ----- | ----- | ----- | ----- | ----- | ----- | ----- | ----- |
| 2 001 | 1 977 | 1 920 | 1 736 | 1 730 | 1 680 | 1 647 | 1 505 | 1 505 |

| 1962  | 1968  | 1975  | 1982  | 1990  | 1999  | 2005  | 2006  | 2010  |
| ----- | ----- | ----- | ----- | ----- | ----- | ----- | ----- | ----- |
| 1 435 | 1 352 | 1 267 | 1 206 | 1 263 | 1 197 | 1 333 | 1 332 | 1 441 |

| 2015  | 2020  | 2022  | - | - | - | - | - | - |
| ----- | ----- | ----- | - | - | - | - | - | - |
| 1 525 | 1 613 | 1 626 | - | - | - | - | - | - |

## Économie

### Agriculture
L'activité agricole est importante, notamment la viticulture (450 hectares) : Château Les Bertrands, Château Les Vieux Moulins, Vignobles Dubois et Fils, etc.
Dans le hameau de Reaud, est implantée la SCEA du Vieux Puit (sic), à l'origine spécialisée dans les plants de vigne.
Près de ce hameau, ont été récemment installées des serres photovoltaïques (2019), régies par la société Les Serres du Vieux Puits (filiale de l'entreprise Urbasolar).
Les prairies permanentes occupent environ 1 000 ha.
Une production caractéristique est celle de l'asperge (50 ha).
La forêt occupe une surface importante : 1600 ha (pins, bouleaux, chênes...). Il s'agit de propriétés privées.

### Industrie
Reignac compte deux scieries dans le hameau de Verdot (scieries Soulard et Delage).
L'entreprise girondine de béton Audoin et Fils a un établissement à Reignac, situé dans le Parc 2 de la zone industrielle Gironde Synergie proche de la sortie de l'autoroute (le Parc 1 étant situé à Saint-Aubin-de-Blaye).
Un projet de parc éolien initié par la Communauté de communes, est actuellement en litige.

## Équipements, services et vie locale

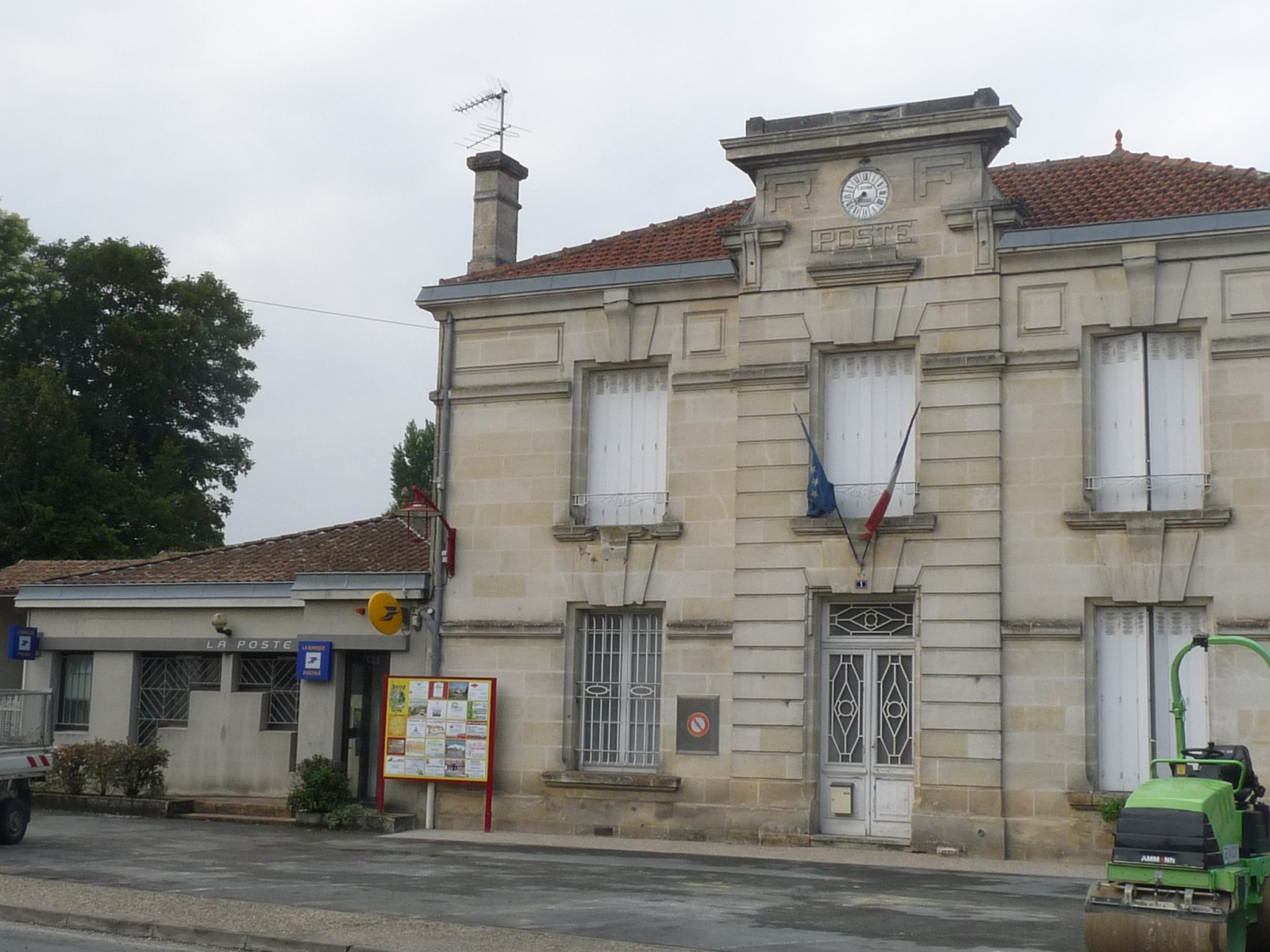
La poste.

Reignac héberge le Centre de formation multimétiers de Haute-Gironde « Guy Mazaubert », établissement de formation professionnelle par apprentissage régi par la communauté de communes de l'Estuaire.

## Lieux et monuments
- l'église paroissiale Saint-Maurice, de style néo-gothique, a un clocher-porche dont la flèche est élancée (59 m) ; elle a été construite à partir de 1869 à l'emplacement d'une église plus ancienne.
- la Chapelle Notre-Dame-de-Tutiac, à Verdot : la construction date du XIIIe siècle.

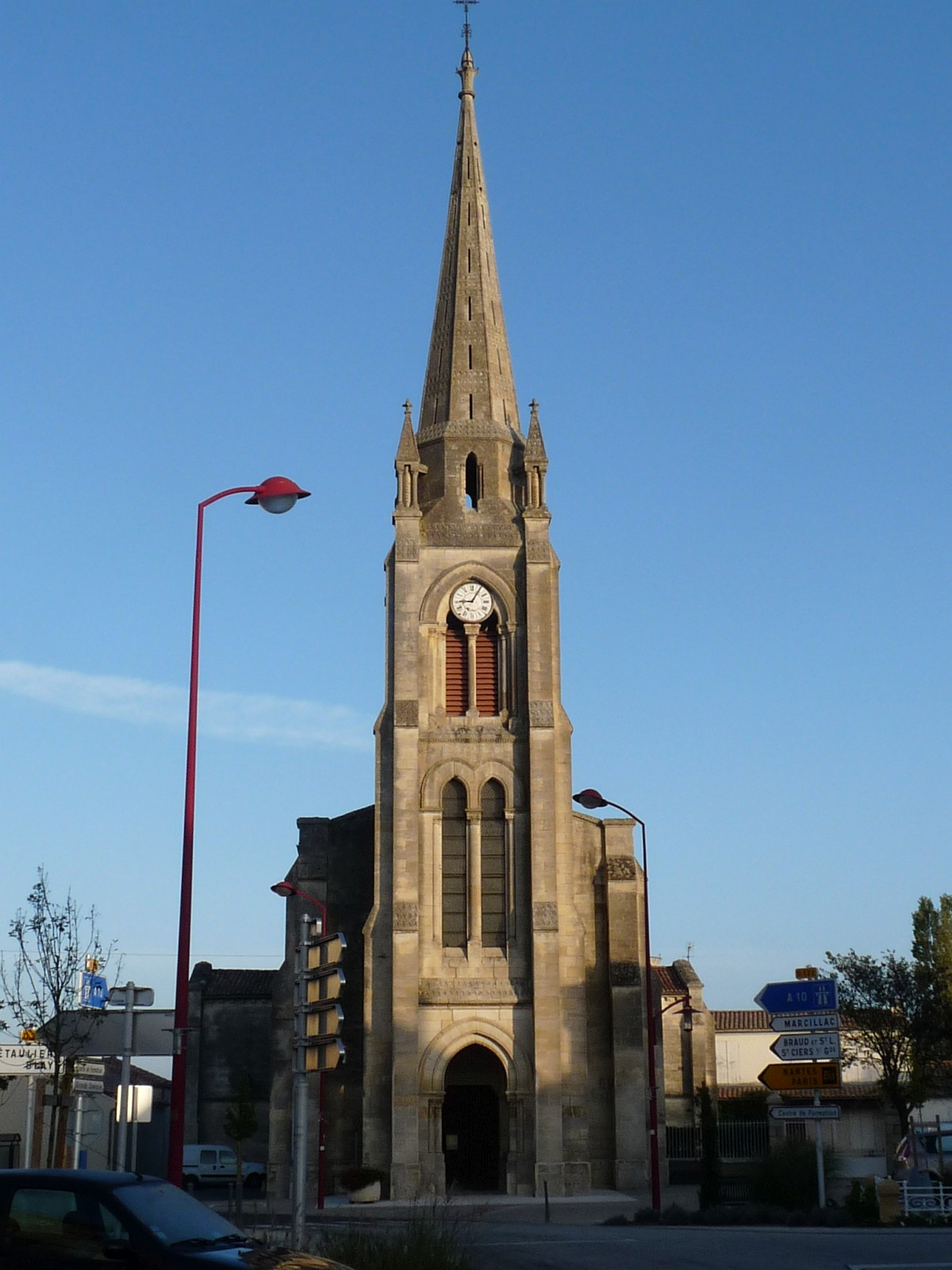
L'église Saint-Maurice.
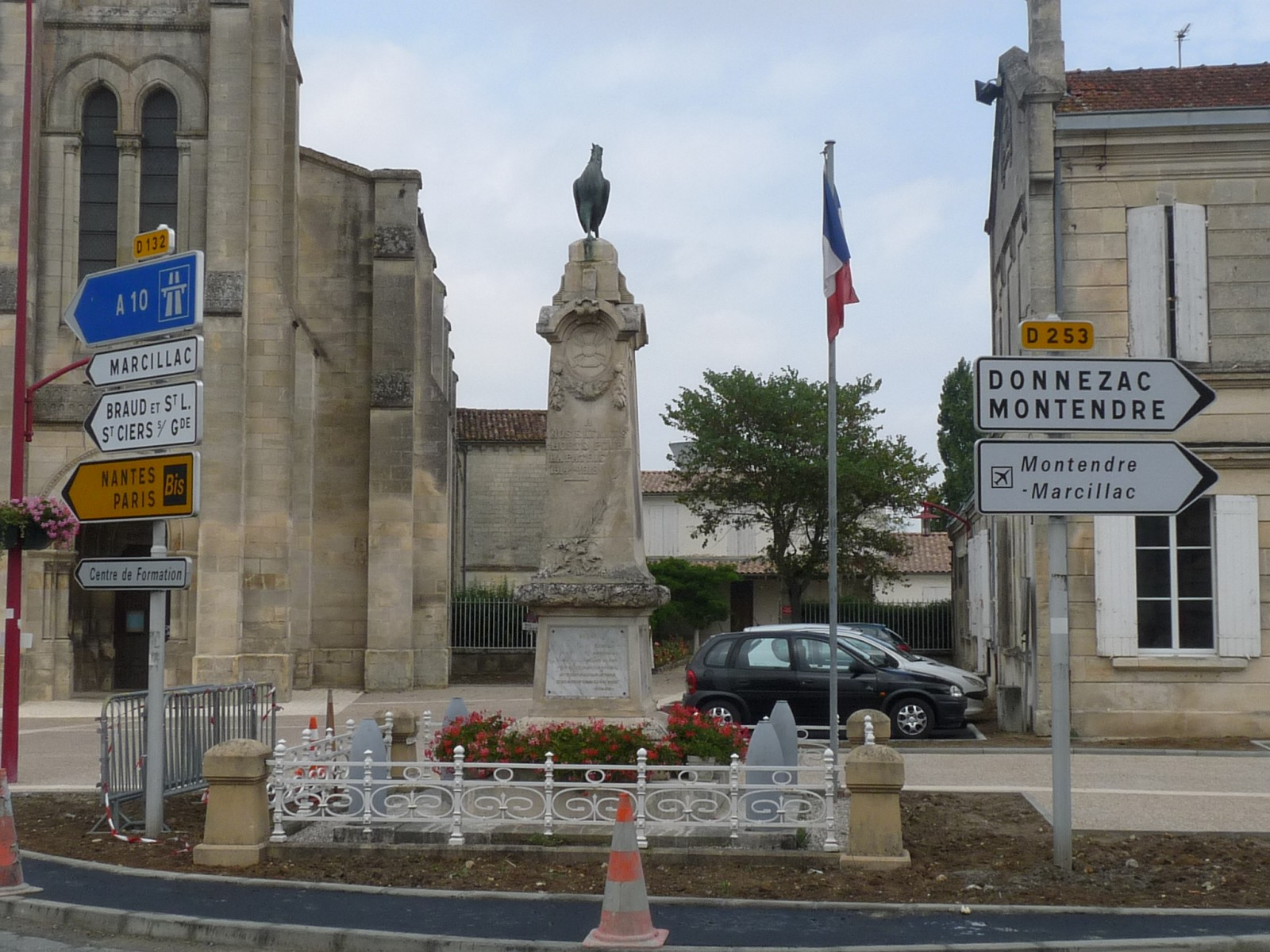
Le monument aux morts 1914-1918.
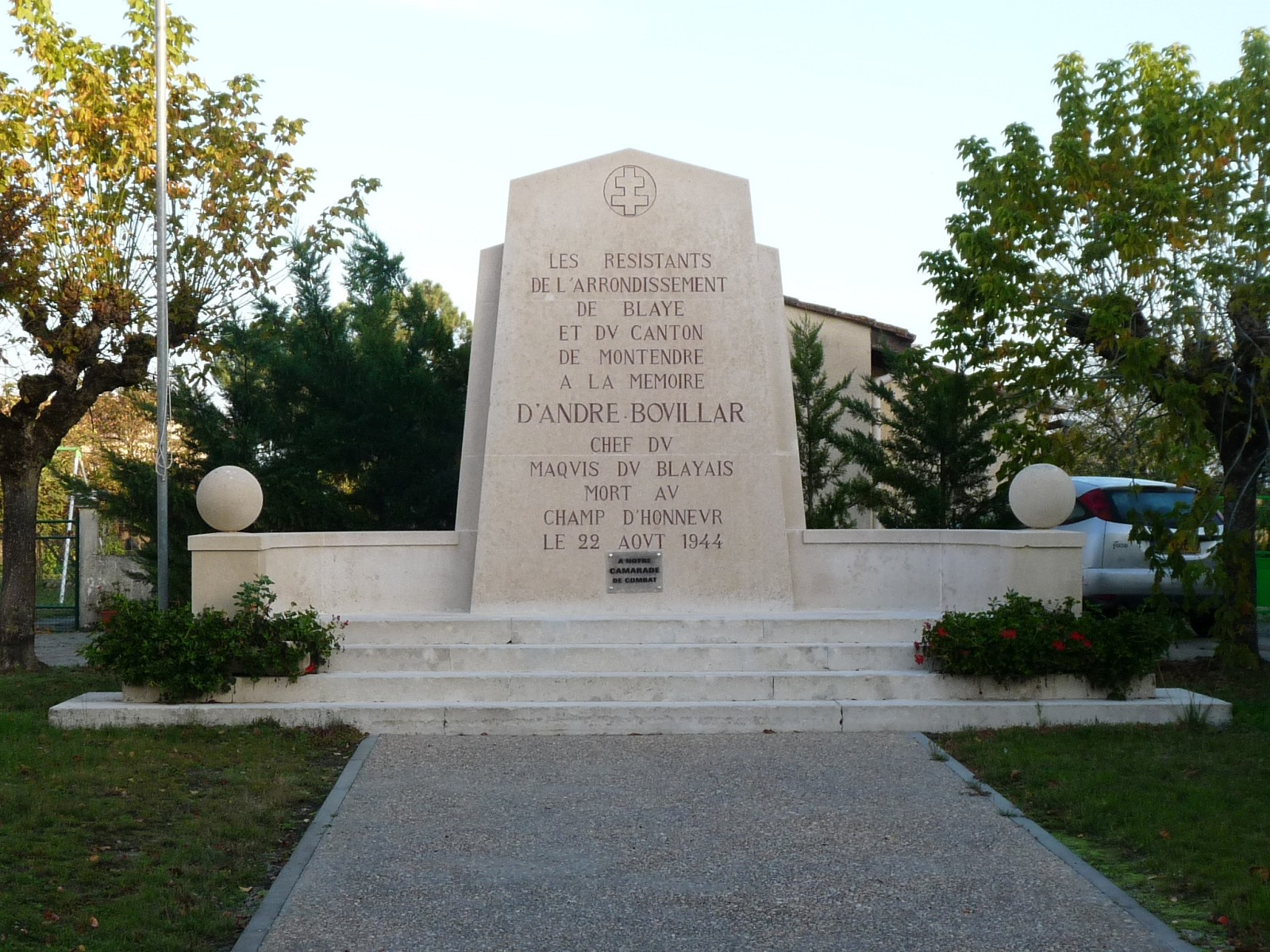
Mémorial de la Résistance 1944.

## Personnalités liées à la commune
- Henry Delage, éleveur du cheval Jappeloup, habitait la commune ; le terrain de sport situé sur la route de Saint-Ciers lui est dédié.